# Jeredy Hilterman
Jeredy Hilterman (Haarlem, 20 giugno 1998) è un calciatore surinamese con cittadinanza olandese, attaccante dell'Arminia Bielefeld e della nazionale surinamese.

## Carriera

### Club
Cresciuto nel settore giovanile del HFC EDO, AZ Alkmaar e Willem II, nel 2017 viene acquistato dall'Utrecht, che lo aggrega alla squadra riserve. Debutta in prima squadra il 27 gennaio 2021, nell'incontro di Eredivisie vinto per 0-1 sul campo dell'AZ Alkmaar, subentrando all'89' a Gyrano Kerk.; conclude la stagione con 3 presenze in Eredivisie. L'8 luglio successivo si trasferisce all'Emmen, nella seconda divisione olandese, con cui firma un contratto fino al 2023. Il 1º febbraio 2022, durante la sessione invernale di calciomercato, si trasferisce al NAC Breda, sempre nella seconda divisione olandese, firmando un contratto fino al 2024.

### Nazionale
Il 27 marzo 2022 ha esordito con la nazionale surinamese giocando l'amichevole persa per 1-0 contro la Thailandia.

## Statistiche

### Presenze e reti nei club
Statistiche aggiornate all'8 giugno 2022.
| Stagione            | Squadra             | Campionato          | Campionato | Campionato | Coppe nazionali | Coppe nazionali | Coppe nazionali | Coppe continentali | Coppe continentali | Coppe continentali | Altre coppe | Altre coppe | Altre coppe | Totale | Totale |
| Stagione            | Squadra             | Comp                | Pres       | Reti       | Comp            | Pres            | Reti            | Comp               | Pres               | Reti               | Comp        | Pres        | Reti        | Pres   | Reti   |
| ------------------- | ------------------- | ------------------- | ---------- | ---------- | --------------- | --------------- | --------------- | ------------------ | ------------------ | ------------------ | ----------- | ----------- | ----------- | ------ | ------ |
| 2017-2018           | Jong Utrecht        | EED                 | 32         | 2          |                 | -               | -               |                    | -                  | -                  |             | -           | -           | 32     | 2      |
| 2018-2019           | Jong Utrecht        | EED                 | 11         | 2          |                 | -               | -               |                    | -                  | -                  |             | -           | -           | 11     | 2      |
| 2019-2020           | Jong Utrecht        | EED                 | 19         | 4          |                 | -               | -               |                    | -                  | -                  |             | -           | -           | 19     | 4      |
| 2020-2021           | Jong Utrecht        | EED                 | 36         | 19         |                 | -               | -               |                    | -                  | -                  |             | -           | -           | 36     | 19     |
| Totale Jong Utrecht | Totale Jong Utrecht | Totale Jong Utrecht | 97         | 27         |                 | -               | -               |                    | -                  | -                  |             | -           | -           | 97     | 27     |
| gen.-mar. 2021      | Utrecht             | ERE                 | 3          | 0          | CO              | -               | -               |                    | -                  | -                  |             | -           | -           | 3      | 0      |
| 2021-feb. 2022      | Emmen               | EED                 | 20         | 8          | CO              | 2               | 0               |                    | -                  | -                  |             | -           | -           | 22     | 8      |
| feb.-giu. 2022      | NAC Breda           | EED                 | 13         | 2          | CO              | 1               | 0               |                    | -                  | -                  |             | -           | -           | 14     | 2      |
| Totale carriera     | Totale carriera     | Totale carriera     | 134        | 37         |                 | 3               | 0               |                    | -                  | -                  |             | -           | -           | 137    | 37     |

### Cronologia presenze e reti in nazionale
| Cronologia completa delle presenze e delle reti in nazionale ― Suriname | Cronologia completa delle presenze e delle reti in nazionale ― Suriname | Cronologia completa delle presenze e delle reti in nazionale ― Suriname | Cronologia completa delle presenze e delle reti in nazionale ― Suriname | Cronologia completa delle presenze e delle reti in nazionale ― Suriname | Cronologia completa delle presenze e delle reti in nazionale ― Suriname | Cronologia completa delle presenze e delle reti in nazionale ― Suriname | Cronologia completa delle presenze e delle reti in nazionale ― Suriname |
| Data                                                                    | Città                                                                   | In casa                                                                 | Risultato                                                               | Ospiti                                                                  | Competizione                                                            | Reti                                                                    | Note                                                                    |
| ----------------------------------------------------------------------- | ----------------------------------------------------------------------- | ----------------------------------------------------------------------- | ----------------------------------------------------------------------- | ----------------------------------------------------------------------- | ----------------------------------------------------------------------- | ----------------------------------------------------------------------- | ----------------------------------------------------------------------- |
| 27-3-2022                                                               | Thanyaburi                                                              | Thailandia                                                              | 1 – 0                                                                   | Suriname                                                                | Amichevole                                                              | -                                                                       | 46’                                                                     |
| 4-6-2022                                                                | Paramaribo                                                              | Suriname                                                                | 1 – 1                                                                   | Giamaica                                                                | CONCACAF Nations League 2022-2023 - 1º turno                            | -                                                                       | 87’                                                                     |
| 7-6-2022                                                                | Kingston                                                                | Giamaica                                                                | 3 – 1                                                                   | Suriname                                                                | CONCACAF Nations League 2022-2023 - 1º turno                            | -                                                                       | 79’                                                                     |
| 11-6-2022                                                               | Torreón                                                                 | Messico                                                                 | 3 – 0                                                                   | Suriname                                                                | CONCACAF Nations League 2022-2023 - 1º turno                            | -                                                                       | 46’                                                                     |
| 22-9-2022                                                               | Almere                                                                  | Suriname                                                                | 2 – 1                                                                   | Nicaragua                                                               | Amichevole                                                              | 1                                                                       | 62’                                                                     |
| 23-3-2023                                                               | Paramaribo                                                              | Suriname                                                                | 0 – 2                                                                   | Messico                                                                 | CONCACAF Nations League 2022-2023 - 1º turno                            | -                                                                       | 65’                                                                     |
| Totale                                                                  |                                                                         | Presenze                                                                | 6                                                                       |                                                                         | Reti                                                                    | 1                                                                       |                                                                         |

## Palmarès

### Club

#### Competizioni nazionali
- Eerste Divisie: 1

Willem II: 2023-2024